# Federico Soto
Federico Soto Mollá, (Alicante 1873-1926). Abogado y político liberal español, que fue alcalde de Alicante y presidente del Casino de Alicante.

## Biografía
Federico nació en Alicante, de familia de comerciantes; su padre Francisco Soto Pérez era un hombre emprendedor dedicado al comercio al por mayor de salazones, que en 1907 cofundó y presidió la «Sociedad del Canal de la Huerta de Alicante» que traía agua desde Villena como alternativa al centenario «Sindicato de Riegos de la Huerta de Alicante» del pantano de Tibi y que llegó a ser presidente de la Cámara de Comercio de Alicante (1911-15).
Federico estudió derecho y además obtuvo licencia de corredor de comercio*,colegiado del Ilustre Colegio de la Abogacía de Alicante, se casó con Mª Rosa Chápuli, rica heredera cuyo padre fue un importante contratista de obras de Alicante. Pronto encontró su porvenir en la Junta de Obras del Puerto de Alicante que presidía Guillermo Campos y en 1903 comenzó a trabajar como secretario-contador, trabajo que mantendría -con interrupciones- toda su vida profesional. Allí inició una duradera alianza con su pariente y mentor en el Partido Liberal, Federico Clemente Ayala. 
En 1909 Clemente se hizo cargo de la jefatura local de los liberal-demócratas, tras renunciar Rafael Beltrán, integrando su facción en el sector de Emilio Díaz-Moreu, canalejista. Federico Soto acudió a las elecciones locales de ese año en sus listas y resultó elegido aunque con dificultades, y pronto presentó un proyecto de saneamiento para la ciudad con mejoras de alcantarillado aunque no se pudo llevar a cabo.
El 9 de octubre de 1910 se preparó la inauguración del canal de riego proyectado por ingeniero Montagut para la sociedad que fundara su padre junto con Fco. Alberola, el barón de Finestrat, J. Ausó y A. Salvetti entre otros, el cual llevaba agua desde Villena a la Huerta de Alicante, se anunció la asistencia del ministro de  Fomento Fermín Calbetón y Manchón y contó con la asistencia de Trinitario Ruiz Valarino. El acto se realizó en el pantanet de Muchamiel, siendo la primera finca en recibir agua una de Fco Alberola. La sociedad entonces la presidía Federico Soto y, después de la visita, le fue concedida la encomienda de la recién creada «Orden civil del Mérito  Agrícola».
Tras dimitir el alcalde liberal-conservador Luis Pérez Bueno, el 24 de diciembre de 1910, Federico Soto, con tan solo 37 años, tomó posesión de la Alcaldía de Alicante donde contó con el apoyo de su mentor como teniente de alcalde. Su primera medida fue nombrar al escritor Gabriel Miró su secretario particular. 
El 11 de febrero de 1911 vino el rey Alfonso XIII tras asistir a unas maniobras militares en Cartagena acompañado en el tren por el presidente Canalejas y fueron recibidos por el alcalde Soto y una multitud de alicantinos;  cuatro días después, tras inaugurar el nuevo edificio del RCRA y la línea de ferrocarril Alicante-Villajoyosa, partían para Madrid.
En esta 1.ª etapa, ordenó la construcción de la plaza de Canalejas en terrenos cedidos por miembros de la familia Rojas (Alfonso y Juan), así como la autorización para la construcción del monumento en honor del «Hijo Adoptivo» de Alicante, presidente, ministro y diputado por esa circunscripción, José Canalejas.
Se reorganizó el estatuto de la Banda de Música municipal -creada en 1891- dotándola de reglamento y se volvió crear una academia de formación, el alcalde trataba de hacer atractiva la ciudad y captar turistas con las fiestas. Además, por iniciativa del médico y concejal de la oposición Antonio Rico Cabot (jefe de la coalición republicana-socialista) se acordó comprar en julio 4/5 partes del Monte Tossal, donde se encuentra ubicado el Castillo de San Fernando y destinarlo a parque municipal alicantino (en 1912 el 1/5 restante), los anteriores alcaldes habían hecho caso omiso.
Para preparar las fiestas en honor de la patrona de Alicante se preparó una larguísima “traca” en julio, y justo antes de agosto hubo una competición de aviones Valencia-Alicante organizada junto con el alcalde de Valencia Ernesto Ibáñez Rizo. Después se celebraron las fiestas con lo acostumbrado: corridas de toros, concursos de tiro, regatas, conciertos y la alborada a la “Virgen del Remedio”.
A principios de diciembre el alcalde Soto, logró que el Ministerio de la Guerra permitiera acometer otra repoblación de las laderas del Castillo de Santa Bárbara y ese mismo mes le fue concedido un 2.º mandato como alcalde de la ciudad de Alicante. 

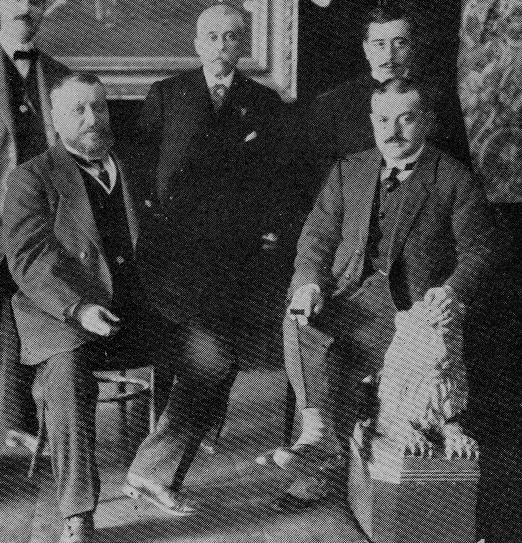
El diputado Francos Rodríguez y el alcalde Soto sentados y detrás, Gabriel Miró escritor y el secretario-interventor del Ayto

En sesión plenaria, celebrada a final de enero de 1912, el Ayuntamiento daba a conocer el agradecimiento a las personas que habían ayudado a la ciudad, José Canalejas, el senador Emilio Díaz-Moreu y los diputados Díaz-Moreu hijo y José Francos Rodríguez.
Preparando la nueva visita de los reyes, ABC (periódico) realizó un reportaje en 1912 sobre la ciudad y el 17 de marzo de 1912 vino de nuevo el rey, por invitación de una comisión presidida Díaz-Moreu.  Se hospedaron en el yate «Giralda» y todo Alicante participó en el evento durante el cual recorrieron a pie el centro de la ciudad desde el Ayuntamiento al «Teatro Principal», pasando por la entonces colegiata de San Nicolás (hoy concatedral de San Nicolás de Bari). Esa noche el presidente Canalejas se hospedó en casa de Díaz-Moreu como siempre hizo cuando fue a esa ciudad.
Durante 1912 el alcalde Soto continuó con la ejecución del proyecto municipal de prolongación de “Alfonso el Sabio” desde la plaza de la Independencia (plaza de los Luceros) hasta la “Estación del tren de Madrid”, vía que hoy conocemos por el nombre de avda de la Estación.  Igualmente la prolongación del paseo del Dr Gadea hasta su cruce con Alfonso el Sabio (el actual paseo de F. Soto) habiendo realizado el desmonte de la cara oeste de “La Montañeta”. Se le planteó el problema de la iglesia del Carmen (hoy plaza del Carmen), que era parte del antiguo convento de la Orden de los Carmelitas Descalzos que  fue desamortizado y convertido en cuartel por el Gobierno en el siglo XIX. Tuvo Soto que lidiar con el Diócesis pues el templo, que si permanecía en manos de la Iglesia, se encontraba en una situación lamentable y hubo que derruirla contra el parecer del obispado. El solar lo adquirió Federico Fajardo. También ordenó labores de ornato y reparación por toda la ciudad, y se instaló farolas eléctricas en el paseo de la Explanada. El alcalde hubo de pedir crédito para afrontar los pagos en mayo del 1912 con la «Compañía Madrileña de Alumbrado y Calefacción de Gas» que –después de un ultimátum- cortó el suministro de electricidad y gas a la ciudad; tras tomar duras medidas se tuvo que municipalizar el servicio. 
En verano, a propuesta del concejal Edmundo Ramos Prevés, el Ayuntamiento compró un solar a la Junta de Obras del Puerto en el muelle de levante al objeto de construir allí una casa de socorro junto a los pabellones de los Carabineros (edificios de aduanas tras el hotel Meliá) debido a los frecuentes tumultos que por allí se organizaban. 
El problema heredado de la ubicación del nuevo cementerio seguía sin resolverse (el de San Blas era insuficiente,) pero al fin el 27 de septiembre se desechó la finca «La Cigüeña» (solución de la anterior corporación) y se gestionó la compra de la finca llamada «Villa Teresa» propiedad de Vicente Guillen Navarro, dejándose una señal en depósito (se adquirió la propiedad en 1914). 
En octubre se produjo el trágico accidente en la “Estación del tren de Madrid”, en el que debido a la falta de experiencia de los conductores, un tren atravesó completamente la estación y terminó parando en las escaleras de acceso a la misma, matando a varias personas e hiriendo a otras tantas. El comportamiento del decano del «Cuerpo de Beneficencia» Pascual Pérez, motivó que el alcalde Soto solicitara para el médico la concesión de la Cruz de Beneficencia.
El mes siguiente fue duro para toda España por el atentado contra José Canalejas, y el  30 de noviembre Díaz-Moreu organizó en Alicante un homenaje al presidente y amigo al que asistieron el alcalde Soto, el diputado alcoyano Santiago Reig Aguilar-Tablada, el teniente de alcalde Federico Clemente, el nuevo presidente de la Diputación Provincial de Alicante Higinio Formigós, el diputado J. Francos Rodríguez y Gabriel Miró.
El conde de Romanones se hizo cargo del gobierno y del partido de los liberal-demócratas, y Soto buscó acomodo y no lo enconctró en el sector romanonista y al llegar las Navidades dimitió, el 30 de diciembre de ese año. El pleno le admitió sus motivos particulares y fue sustituido en la alcaldía por el concejal Edmundo Ramos. 
Soto tuvo buenos proyectos y afán por mejorar la ciudad pero, tanto el cómo su comisión de Gobierno, no supieron buscar financiación para sus planes. En palabras del concejal Rico: se había perdido toda experiencia de recibir ayudas del Estado. 
En marzo de 1913 murió Díaz- Moreu y las filas liberales elegirían jefe en Alicante a Alfonso de Rojas quedando Francos Rodríguez como la única referencia “alicantina” en el panorama nacional.
Siendo presidente del 'Casino de Alicante', Federico Soto (1913-15), en 1915 acogió una reunión de importantes de la ciudad para crear un proyecto llamado entonces “de construcción de casas baratas”, proyecto liderado por el también liberal Antonio Bono Luque, y que respaldó la 'Caja de Ahorros' de la ciudad, lo que motivó que Soto entrara a formar parte del patronato (consejo) de dicha entidad de crédito.

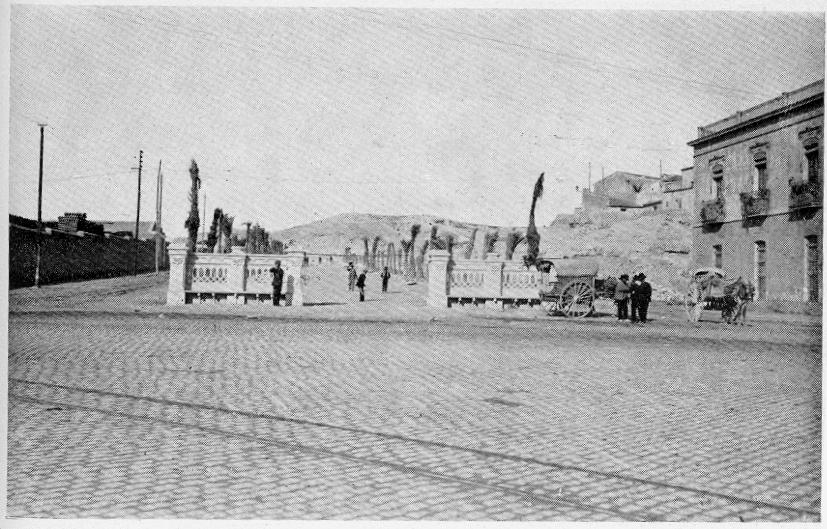
El paseo de Federico Soto con el monte Tossal al fondo y la Montañeta a la derecha.

El 12 de diciembre de  1915 fue nombrado gobernador civil de Huesca y poco más de un año después (1917), cansado de desencuentros con parte de la prensa aragonesa,  dimitió y regresó a Alicante. 
El 5 de junio de 1917, Federico Soto solicitó al Ayuntamiento de Alicante -siendo alcalde Ricardo Pascual del Pobil- la adquisición, en nombre y representación de su esposa Mª Rosa  Chápuli, del solar y construcción del antiguo Mercado de la Carne, situado frente a la Explanada de España y la calle San Fernando. El Ayuntamiento aceptó su oferta y el contrato se celebró en la notaría del concejal Pablo Jiménez Sampelayo. Allí Mª Rosa Chápuli construyó un edificio de viviendas y locales comerciales que habitó su familia, el resto del solar lo compraron los Lamagniere.  
Con respecto a su situación interna en el partido, si bien formaba parte del sector de Romanones, la política municipal alicantina se le escapaba de las manos pues el relevo generacional y las divisiones hicieron mella en las filas liberales, así que decepcionado con la situación fue evolucionando a posturas más conservadoras, siendo acusado de aproximarse a Eduardo Dato. Soto llegó más allá y en verano de 1917 se unió a la sucursal alicantina de la Lliga Regionalista, el partido de Francisco Cambó que lideró H. Madrona -antiguo conservador- y al que se unió Antonio Martínez-Torrejón cofundador del Círculo maurista en Alicante. Se publicó un manifiesto en “El Luchador” titulado “El regionalismo en Alicante” hablando de las virtudes del regionalismo en general y del catalanismo particular. Las críticas vinieron de todas partes, recordando el origen manchego de Madrona y el valenciano de Martínez-Torrejón; solo se salvó Soto por su origen alicantino; por esa época de cercanía con Martínez-Torrejón ocupó una vicepresidencia de la Cruz Roja alicantina.
Aquella aventura política resultó un fracaso y Soto continuó con su labor en el Puerto de Alicante como secretario-contador con Federico Clemente, su antiguo mentor, como presidente de la Junta de Obras del Puerto pero además en 1923 fue nombrado cónsul honorario de la República de Venezuela en Alicante hasta que murió prematuramente en Madrid el 25 de abril de 1926.
Federico Soto Chápuli, su hijo mayor, fue cofundador de Falange Española en Alicante y fue fusilado en junto con su hermano Alfonso, también falangista, el 29 de noviembre de 1936.
Corredor de comercio*, es un agente mediador en el ámbito del comercio que da fe en la celebración de contratos mercantiles.